# Nguyễn Nhật Chiêu
Nguyễn Nhật Chiêu sinh năm 1934 tại thôn Đông Thôn, xã Quốc Tuấn, huyện Nam Sách, tỉnh Hải Dương, là một trong những anh hùng phi công của Quân đội nhân dân Việt Nam thuộc Trung đoàn Không quân 927, Bộ Tư lệnh Quân chủng Phòng không – Không quân. Ông là một trong số rất ít phi công chiến đấu và lập công trên cả hai loại máy bay là Mig 17 và Mig 21 của Liên Xô cũ.

## Giải thưởng
- Huân chương Chiến công hạng II, hạng III;
- Huân chương Quân công hạng III;
- Anh hùng lực lượng vũ trang nhân dân Việt Nam (ngày 31 tháng 12 năm 1973).